# Annie van Velzen
Anna Maria Antonia (Annie) van Velzen (Den Haag, 30 april 1894 – Nijmegen, 3 juni 1967) was inspectrice van de Kinderpolitie in de Nederlandse stad Nijmegen en verzetsvrouw in de Tweede Wereldoorlog. Zij overleefde het concentratiekamp Ravensbrück en handelde vanuit haar katholieke levensovertuiging.

## Jeugd
Annie van Velzen werd geboren als nakomertje in het katholieke gezin van Leonardus van Velzen, banketbakker, en Anna Bustin. Ze had vier oudere broers. Als zevenjarige begon ze haar schoolopleiding aan het Franstalige 'Institut Saint Joseph' in Etten, dat geleid werd door de Zusters Franciscanessen van de Congregatie der Penitenten-Recollectinen. Toen ze dertien was keerde ze terug naar haar ouders. Ze behaalde de 3-jarige Mulo en hielp in de zaak van haar vader. In 1915 verhuisden vader, moeder, Annie en de weduwe Cullen, die winkeljuffrouw was bij Annie's vader en al jaren bij het gezin inwoonde, naar Nijmegen. Ze gingen wonen in een nieuw huis aan de Hazenkampseweg, vlak achter de St. Annamolen. In het voorjaar van 1916 overleed vader Van Velzen. De drie vrouwen bleven in Nijmegen wonen. Annie werd actief in het katholieke verenigingsleven; ze werd zelatrice in de missiegenootschappen die werden opgericht om kinderen en volwassenen tot het katholieke geloof te brengen. In De Gelderlander van 24 december 1927 werd ze uitdrukkelijk genoemd als het hoofd van de zelatricen die in het nieuw gebouwde Willemskwartier werkten. Ze werd ook bestuurslid van het R.K. Huisvestingscomité Nijmegen. 
In 1922 verhuisden Annie, haar moeder en de weduwe Cullen naar Utrecht. Een jaar later kwamen ze weer terug naar Nijmegen. Nu gingen ze aan de Groenewoudseweg wonen. Annie pakte ook haar werk voor het R.K. Huisvestingscomité weer op, dat in die tijd vooral huisvesting zocht en vond voor Duitse en Hongaarse kinderen. De jaren 1925–1927 waren haar topjaren. 
In 1926 trof een watersnoodramp Nijmegen en omgeving. Annie's inspanningen om mensen en vooral kinderen te helpen trokken de aandacht en zij kreeg een vergoeding toegekend voor het werk dat zij leverde. In 1927 kreeg ze een aanstelling bij de Armenraad.

## Kinderpolitie
Al in 1911 werd in Rotterdam de eerste vrouw bij de nieuwe afdeling Kinder- en Zedenpolitie benoemd, Dina Sanson. In Nijmegen zou het tot 1927 duren voordat er een Bureau Kinderpolitie werd geopend. Als eerste vrouw bij het bureau werd Jeannette Geldens benoemd. Ook Annie had gesolliciteerd op de vacature bij de Kinderpolitie in Nijmegen; zij werd in hetzelfde jaar als politieassistente aangesteld. In haar werk werd ze geconfronteerd met de sociale misstanden achter schoolverzuim en ongehuwd moederschap. Daarbij richtte ze zich eerder op preventie dan op straffen. Haar katholieke geloof zou altijd haar inspiratiebron zijn.
In hetzelfde jaar dat Annie van Velzen werd benoemd bij de kinderpolitie verhuisde de weduwe Van Cullen naar Delft. In 1934 verhuisde haar moeder naar Huize St. Anna aan de Groesbeekseweg; Annie verhuisde mee en ging dus, op haar veertigste, in een bejaardenhuis wonen. Toen haar moeder in 1937 overleed, besloot ze er te blijven wonen.

## Tweede Wereldoorlog
Het Nijmeegse Bureau Kinderpolitie was ingedeeld bij de recherche-afdeling van inspecteur Frans Prick. Hij behoorde tot een groep politiemensen die meewerkten aan het verspreiden van illegale lectuur; ze verstrekten valse papieren en waarschuwden als er arrestaties gingen plaatsvinden. Jeannette Geldens kreeg in 1943 van commissaris van Dijk (een NSB'er en lid van de SS) een dienstbevel om Joodse vrouwen te begeleiden naar kamp Westerbork. Ze weigerde en werd gearresteerd. Rond dezelfde tijd vorderden de Duitse bezetters Huize St. Anna. Daardoor moest Annie van Velzen een ander onderkomen zoeken, dat ze vond bij de inmiddels gepensioneerde commissaris van politie Alard, die haar indertijd had aangesteld, en zijn dochter, op de St. Annastraat.
Prick's plannen om verzetsgroepen te bewapenen werden verraden en hij moest onderduiken. In eerste instantie dook hij onder bij Van Velzen. Kort daarna reisde hij door naar onderduikadressen in Zuid-Limburg en vervolgens naar Leuven. Van Velzen werd een paar dagen later, het was toen 29 september 1943, opgepakt. Ze zou twee jaar in gevangenschap doorbrengen. Haar ervaringen in die tijd stelde ze op schrift. Ze bracht eerst zes weken in het Huis van Bewaring in Arnhem door. Ze werd in die tijd verschillende keren door de SD verhoord. In november moet ze naar kamp Vught, waar ze als nummer P.0110 wordt ondergebracht in blok 23A. Ze kreeg er een taak op de omkleedafdeling, waar ze de nieuw aangekomen gevangenen hun gevangeniskledij aan moest meten. Ze was in januari 1944 getuige van het Bunkerdrama.
In 1944 werd ze veroordeeld voor haar onderduikvergrijp. Toen de geallieerden dat jaar kamp Vught naderden, werd ze overgebracht naar het concentratiekamp Ravensbrück. In april 1945 werd ze bevrijd door het Zweedse Rode Kruis en naar Zweden gebracht.  

## Na 1945
Eind augustus 1945 kwam Van Velzen terug in Nijmegen. In oktober dat jaar ging ze weer aan het werk als adjunct-inspectrice. in januari 1946 werd ze bevorderd tot inspectrice en vier jaar later uiteindelijk tot chef van de afdeling Kinderpolitie. 
In 1955, toen ze met pensioen ging, werd ze ridder in de Orde van Oranje-Nassau. In de jaren erna zette zij zich in als adjunct-directeur van het Labrehuis voor dakloze mannen en ze ijverde tot aan haar dood voor een opvanghuis voor dakloze vrouwen. 
Ze stierf in 1967 op 73-jarige leeftijd.

## Varia
In 2021 is er een straat in Lent naar haar genoemd.